# Baron Longford
Baron Longford ist ein erblicher britischer Adelstitel, der je einmal in der Peerage of Great Britain und in der Peerage of Ireland verliehen wurde.

## Verleihungen
Erstmals wurde der Titel Baron Longford, of Longford in the County of Wilts, am 29. Juni 1747 in der Peerage of Great Britain dem Unterhausabgeordneten Sir Jacob Bouverie, 3. Baronet, verliehen, als nachgeordneter Titel zum gleichzeitig verliehenen Titel Viscount Folkestone, of Folkestone in the County of Kent. Sein Sohn, der 2. Viscount, wurde am 31. Oktober 1765 in der Peerage of Great Britain zum Earl of Radnor und Baron Pleydell-Bouverie, of Coleshill in the County of Berks. Die Baronie ist seither ein nachgeordneter Titel des jeweiligen Earls of Radnor.
In zweiter Verleihung wurde der Titel Baron Longford, in the County of Longford, in der Peerage of Ireland am 7. Mai 1756 an Thomas Pakenham verliehen. Sein Enkel, der 3. Baron, erbte 1793 auch den Titel 2. Earl of Longford, der nach dem Tod des ersten Barons am 20. Juni 1785 in der Peerage of Ireland dessen Ehefrau Elizabeth, verliehen worden war. Die Baronie ist seither ein nachgeordneter Titel des jeweiligen Earls of Longford.

## Liste der Barone Longford

### Barone Longford, erste Verleihung (1747)
- Jacob Bouverie, 1. Viscount Folkestone, 1. Baron Longford (1694–1761)
- William Bouverie, 1. Earl of Radnor, 2. Baron Longford (1725–1776)
- Jacob Pleydell-Bouverie, 2. Earl of Radnor, 3. Baron Longford (1750–1828)
- William Pleydell-Bouverie, 3. Earl of Radnor, 4. Baron Longford (1779–1869)
- Jacob Pleydell-Bouverie, 4. Earl of Radnor, 5. Baron Longford (1815–1889)
- William Pleydell-Bouverie, 5. Earl of Radnor, 6. Baron Longford (1841–1900)
- Jacob Pleydell-Bouverie, 6. Earl of Radnor, 7. Baron Longford (1868–1930)
- William Pleydell-Bouverie, 7. Earl of Radnor, 8. Baron Longford (1895–1968)
- Jacob Pleydell-Bouverie, 8. Earl of Radnor, 9. Baron Longford (1927–2008)
- William Pleydell-Bouverie, 9. Earl of Radnor, 10. Baron Longford (* 1955)

Voraussichtlicher Titelerbe (Heir apparent) ist der älteste Sohn des aktuellen Titelinhabers Jacob Pleydell-Bouverie, Viscount Folkestone (* 1999).

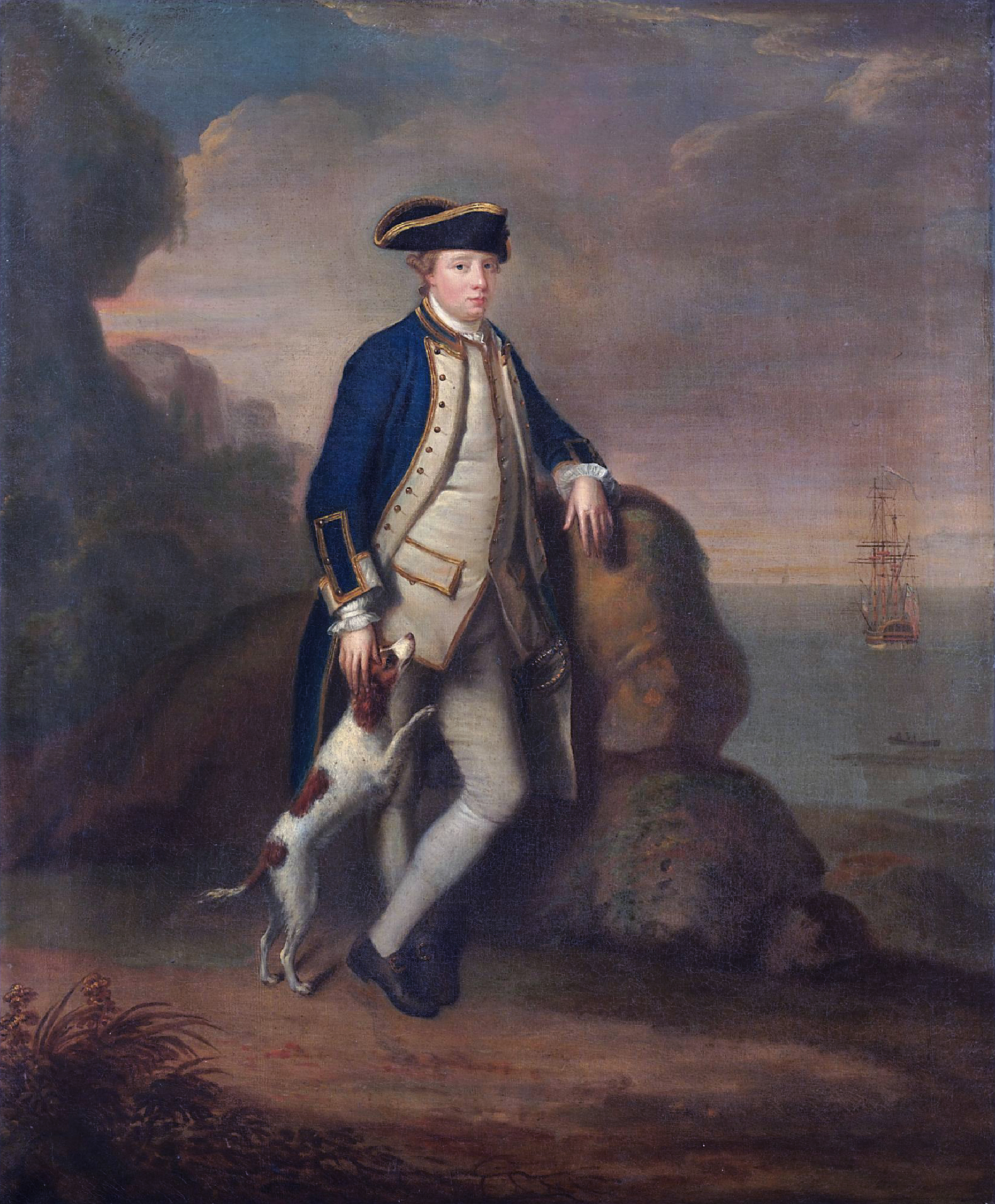
Edward Pakenham, 2. Baron Longford

### Barone Longford, zweite Verleihung (1756)
- Thomas Pakenham, 1. Baron Longford (1713–1776)
- Edward Pakenham, 2. Baron Longford (1743–1792)
- Thomas Pakenham, 2. Earl of Longford, 3. Baron Longford (1774–1835)
- Edward Pakenham, 3. Earl of Longford, 4. Baron Longford (1817–1860)
- William Pakenham, 4. Earl of Longford, 5. Baron Longford (1819–1887)
- Thomas Pakenham, 5. Earl of Longford, 6. Baron Longford (1864–1915)
- Edward Pakenham, 6. Earl of Longford, 7. Baron Longford (1902–1961)
- Frank Pakenham, 7. Earl of Longford, 8. Baron Longford (1905–2001)
- Thomas Pakenham, 8. Earl of Longford, 9. Baron Longford (* 1933)

Voraussichtlicher Titelerbe ist der älteste Sohn des aktuellen Titelinhabers Edward Pakenham, Baron Silchester (* 1970).